# Una nuvola di polvere... un grido di morte... arriva Sartana
Una nuvola di polvere... un grido di morte... arriva Sartana é um filme de Western spaghetti, de 1970, dirigido por Giuliano Carnimeo, estrelando Gianni Garko pela terceira vez no papel de Sartana.
O filme é o quinto e último dos dedicados a Sartana, o pistoleiro criado por Gianfranco Parolini, em Se incontri Sartana prega per la tua morte, e posteriormente representado em  Sono Sartana, il vostro becchino, Buon funerale, amigos!... paga Sartana e C'è Sartana... vendi la pistola e comprati la bara.
Mas você trabalha ao serviço da lei ou contra?

Digamos que sobre isso tenho ideias próprias.— Diálogo entre Sam Puttman e Sartana

## Sinopse
Sartana mais uma vez está à espreita. Uma boa quantidade de ouro juntamente com 2 milhões de dólares em dinheiro desapareceu. E todos, incluindo o delegado, o xerife, militares e seus irmãos, esposas, amantes e amigos, verdadeiros e falsos agentes federais e até apaches, todos estão em busca do ouro. Agora só resta a Sartana decifrar as pistas deixadas por cada um para desvendar o mistério.
Foi filmado em Hoyo de Manzanares, Madri.

## Elenco
- Gianni Garko ... Sartana (as John Garko)
- Nieves Navarro ... Sra. Belle Manassas (as Susan Scott)
- Massimo Serato ... Sheriff Jim Manassas
- Piero Lulli ... Grande Full
- Bruno Corazzari ... Sam Puttnam